# Luigi Negri (Bischof)

Erzbischofswappen von Luigi Negri

Luigi Negri (* 26. November 1941 in Mailand; † 31. Dezember 2021 ebenda) war ein italienischer Geistlicher und römisch-katholischer Erzbischof von Ferrara-Comacchio.

## Leben
Der Erzbischof von Mailand, Giovanni Umberto Kardinal Colombo, weihte ihn am 28. Juni 1972 zum Priester.
Papst Johannes Paul II. ernannte ihn am 17. März 2005 zum Bischof von San Marino-Montefeltro. Die Bischofsweihe spendete ihm der Erzbischof von Mailand, Dionigi Kardinal Tettamanzi, am 7. Mai desselben Jahres; Mitkonsekratoren waren Carlo Caffarra, Erzbischof von Bologna, und Erzbischof Paolo Romeo, Apostolischer Nuntius in Italien und San Marino. Als Wahlspruch wählte er Tu fortitudo mea („Du meine Stärke“). Die feierliche Amtseinführung (Inthronisation) fand am 22. Mai 2005 statt.
Am 1. Dezember 2012 ernannte Papst Benedikt XVI. ihn zum Erzbischof von Ferrara-Comacchio.
Papst Franziskus nahm am 15. Februar 2017 seinen altersbedingten Rücktritt an.

## Stellungnahmen
Luigi Negri unterzeichnete eine von dem Erzbischof von Astana, Tomasz Peta, dessen Weihbischof Athanasius Schneider und dem emeritierten Erzbischof Jan Pawel Lenga am 31. Dezember 2017 als Reaktion auf die Veröffentlichung von Amoris Laetitia verfasste Erklärung, nach der auch wiederverheiratete Geschiedene nicht zur Kommunion zugelassen werden dürfen. Diese Erklärung wurde später auch durch Erzbischof Carlo Maria Viganò unterschrieben. Außerdem zählte er zu den Unterzeichnern eines mehrsprachigen Aufrufs von Carlo Maria Viganò vom 7. Mai 2020 mit dem lateinischen Titel „Veritas liberabit vos!“ (Die Wahrheit wird euch befreien, nach Joh 8,32 ); die deutsche Bischofskonferenz hat dieses als „Konglomerat an Verschwörungsmythen und Pseudowissenschaft“ bezeichnet. In dem Aufruf wird beklagt, unter dem Vorwand der COVID-19-Pandemie würden Rechte und Grundfreiheiten vieler Bürger „unverhältnismäßig und ungerechtfertigt eingeschränkt“; die öffentliche Gesundheit dürfe kein Alibi werden, „um die Zivilbehörden von ihrer Pflicht zu befreien, klug für das Gemeinwohl zu handeln“. Weiter wird in dem Text behauptet, es gäbe wachsende Zweifel an der tatsächlichen Ansteckungsgefahr des Coronavirus; die Berichterstattung über die Pandemie wird als „Alarmismus“ bezeichnet. Die ergriffenen Eindämmungsmaßnahmen begünstigten die Einmischung „fremder Mächte“ mit schwerwiegenden sozialen und politischen Folgen, so der von katholischen Geistlichen, Journalisten, Medizinern und Anwälten mit unterzeichnete Text. Es gebe Kräfte, „die daran interessiert sind, in der Bevölkerung Panik zu erzeugen“ und eine „Isolation der Individuen“ zu fördern, „um sie besser manipulieren und kontrollieren zu können.“ Dies sei „der beunruhigende Auftakt zur Schaffung einer Weltregierung, die sich jeder Kontrolle entzieht“. Der Text wurde von mehreren Medien als absurd und die geäußerten Thesen als Verschwörungstheorien bezeichnet.